# 西姆拉條約
西姆拉條約（英語：Simla Accord），是1913年10月至1914年7月间，在印度北部城市西姆拉舉行的由北洋政府、英屬印度和西藏噶廈当局三方參加的西姆拉會議上產生的一系列文件和協議，其中包括西藏與中國内地的關係，西藏與中國內地領土分界，以及西藏與印度領土分界，后者就是麥克馬洪綫，西藏官員本來想透過清朝發生革命垮台的機會，向英屬印度出讓土地以爭取承認獨立，但後來英方卻食言未支持西藏，而中方更拒絕簽約，遂成為今日中印領土爭議的根源之一。澳大利亚记者内维尔·马克斯韦尔在《印度对华战争》一书中写道，英国目的是让“西藏虽然名义上仍可保留在中国宗主权下的自治邦的地位，但在实际上应使它处于绝对依赖印度政府的地位”。

## 背景
19世紀中葉，隨著清朝的衰落，尤其受到是太平天國、捻軍、同治陝甘回變、同治新疆回亂等多起大規模戰亂影響，清朝對西藏的影響力減弱。西藏边境全线关闭，禁止商业与人员往来。而这一时期，英國对西藏政府控制的達旺地區的商業需要變得日益强烈。為了確保商業利益，英国出兵哲孟雄（锡金），與清政府分别簽訂了《中英藏印條約》和《中英藏印續約》，迫使中国承认锡金为英国“保护国”，开放西藏边界通商，并确定了西藏与锡金的边界。然而，西藏噶廈政府拒绝承认这些条约。
由于担心西藏倒向俄国，英国于1903年入侵西藏，并于1904年攻占拉萨，达赖喇嘛出逃外蒙古。留守的噶厦政府官员在英军与驻藏大臣有泰的压力下，接受了英军提出的条约。9月7日，英国指挥官榮赫鵬与西藏哲蚌、色拉、甘丹三大寺的住持和民眾大會首領在拉萨正式签署了《拉萨条约》，接受了西藏通商。由于条约将西藏定义为附属国，清政府禁止有泰在条约上签字。1906年，英国作出妥协，同意不占并藏境及不干涉西藏一切政治，中英于北京签订了《中英續訂藏印條約》。
1910年，清政府与噶厦政府的关系恶化，四川新练陆军出兵西藏。然而不久之后辛亥革命爆发，清帝于1912年退位。1911-1912年，西藏發生第一次驅漢事件，清朝官員與軍隊被逐，原親漢勢力遭到排擠。1912年，十三世達賴喇嘛發布《告民眾書》，西藏事實獨立。西藏由於與中國發生康藏邊界糾紛，希望能與中國解決邊界問題。由於西藏位於印度北面，可作為印度的緩衝地區，英國希望西藏作為印度的屏障，以及阻止俄國勢力南下。由於歐洲局勢緊張，英國為求盡快解決西藏問題而要求召開會議，解決西藏問題。为了确保既得商业利益，1912年英国出兵藏南，直接占领了麦克马洪线以南的达旺等地区，并成功获得了当地部落的支持，建立了地方政府。

## 會議經過

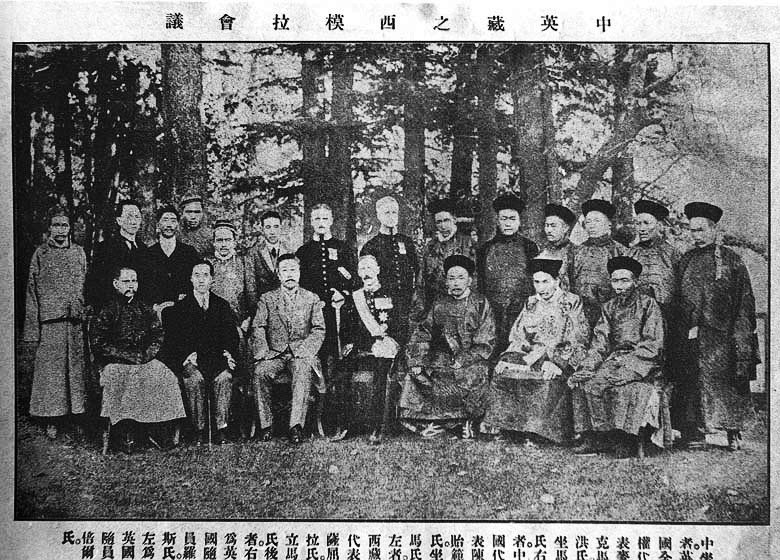
西姆拉會議合影。前排左三为中华民国中央政府代表陈贻范，左四为英国代表亨利·麦克马洪，左五为西藏噶厦代表夏扎·班觉多吉，后排左七为英国随员阿奇博尔德·罗斯，左八为英国随员查尔斯·阿尔弗雷德·贝尔。

西藏噶廈代表團團長夏扎·班覺多吉與英國代表團的查爾斯·阿爾弗雷德·貝爾會前在江孜見面，夏扎·班覺多吉向貝爾出示了中國在藏東官員的來信，信中要求西藏與中國先在昌都談判。班覺多吉告訴貝爾，達賴喇嘛希望的條約內容是:
1. 西藏自行管理內部事務。
2. 西藏自行處理外交事務，在重大事件上諮詢英國。
3. 中國只有商人可以進入西藏，駐藏大臣、其他中國官員或中國軍隊不得進入西藏。
4. 西藏包括巴塘、理塘、打箭爐。（雖然這些都是藏區，18世紀起部分地區由四川省控制）

在英国支持下，西藏代表在会议上提出要求西藏独立的六项要求。袁世凯政府立即电令中方代表陈贻范驳斥∶“一、西藏为中国领土之一部分，其向为中国领土之关系，继续无间……三、西藏于外交及军政事宜，均应听受中国中央政府指示而后行，非由中国中央政府，不得与外国订约……”，见中国不甘示弱，英国又在西藏和印度上提出一条“麦克马洪线”，把面积达9万平方公里的土地划归英属印度。英方代表用欺骗手段驱使中方代表陈贻范在条约草案上“草签”。陈贻范当即声明，“正式签约需在接获中央政府命令后方可进行”。陈贻范的“草签”内容传回国内，袁世凯政府当即电令陈贻范立即声明∶一、取消草签。二、不承认麦克马洪与西藏代表秘密签订的一切条约和文牍。同时，中华民国政府指示驻英公使照会英国政府∶中国政府不承认未经承诺之西藏所签之约或类似文牍。面对谴责，当时的英国政府不得不承认∶西姆拉会议没有产生中国政府作为缔约一方的任何协定。而“麦克马洪线”也未获承认。
1914年3月間，英方談判代表英屬印度外務秘書亨利·麥克馬洪在德里和西藏噶廈政府談判代表秘密換文，以支持西藏獨立等為條件，换取西藏方面接受了包括麥克馬洪綫在内的一系列協議。由於关于内外藏分界、西藏地位等事项无法达成协议，中華民國政府的與會代表最终于1914年7月3日退出了谈判。同日，英国与噶厦政府签署了协议，如同成為英國的保護國。根據麥克馬洪綫，約9万平方公里土地被劃歸英屬印度，藏印的邊界綫被向北移動了將近一百公里。但英方提出對包括麥克馬洪綫在内的西姆拉會議的協議，歷屆中國政府都不予以承認，簽約後卻未能使中華民國放棄西藏主權，賣地換取獨立遭到英國出賣，西藏政府失敗後便處於極尷尬的位置，後來在中華民國的管理下不承認該協議。印度獨立後繼承前英屬印度的一切國際法上的義務，等到西藏流亡政府至印度後，不得不接受該協議，承認該領土屬於印度。

## 條約內容
條約將西藏分為“外藏”和“內藏”。“外藏”（大致相當於衛藏和康區西部）“將繼續由拉薩西藏政府管轄，以中國為宗主國，但中國不會干預其行政。”“內藏”（大致相當於安多和康區東部）將在中國政府的管轄之下。條約的附件也定義了西藏與中國之間的邊界，及西藏和英屬印度之間的邊界。後者即麥克馬洪綫。

## 地圖

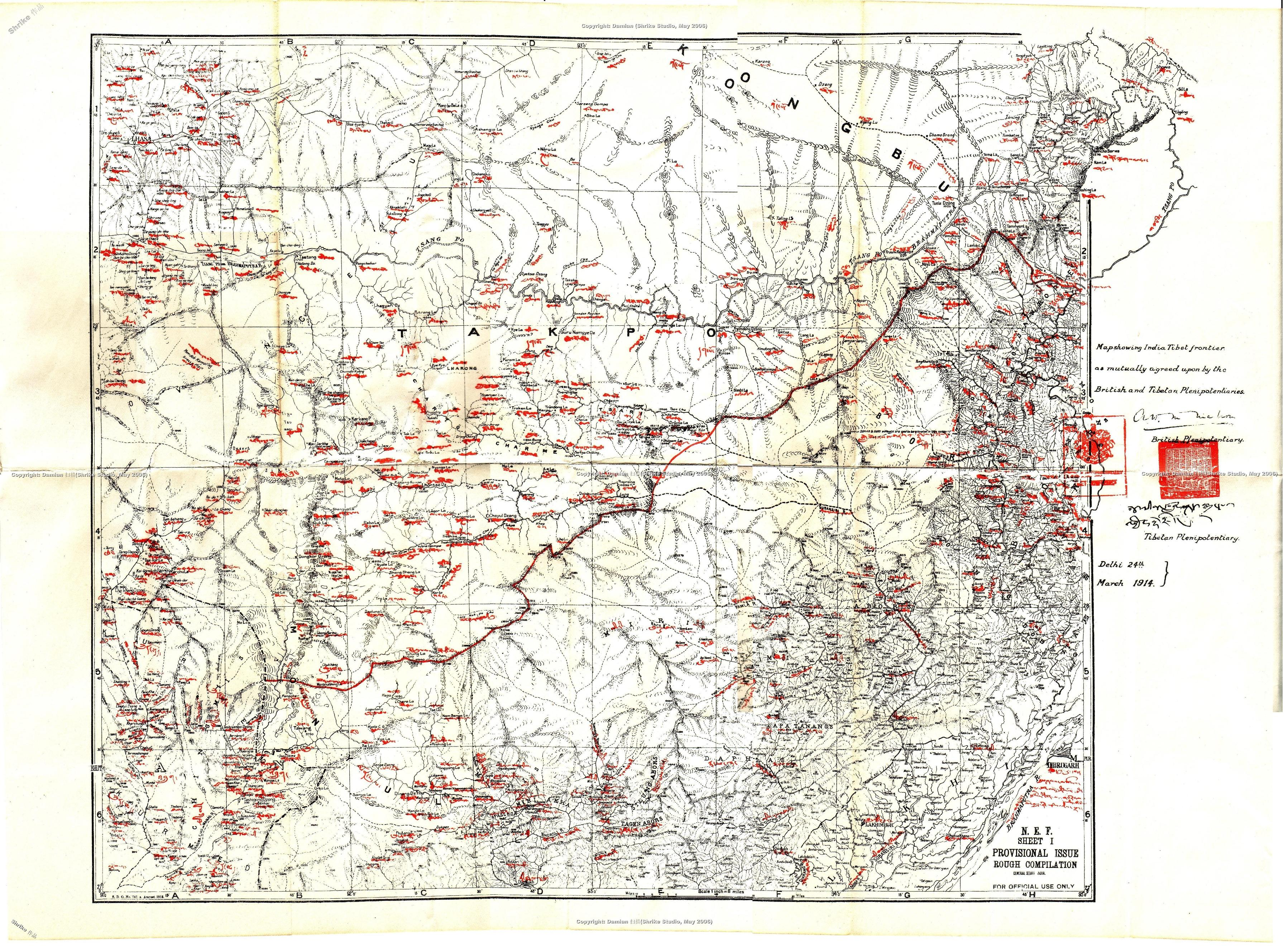
西姆拉條約麥克馬洪綫附图 1
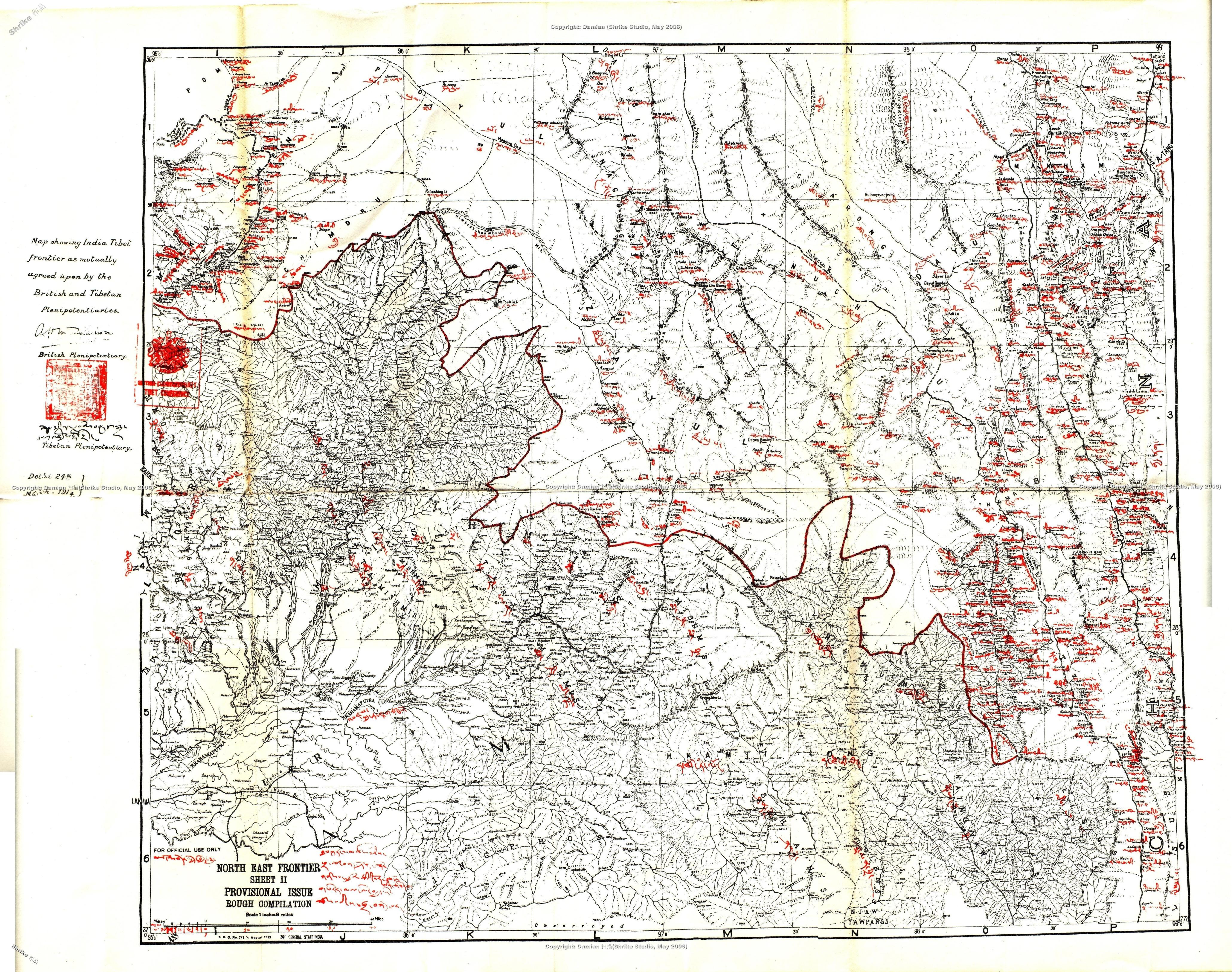
西姆拉條約麥克馬洪綫附图 2
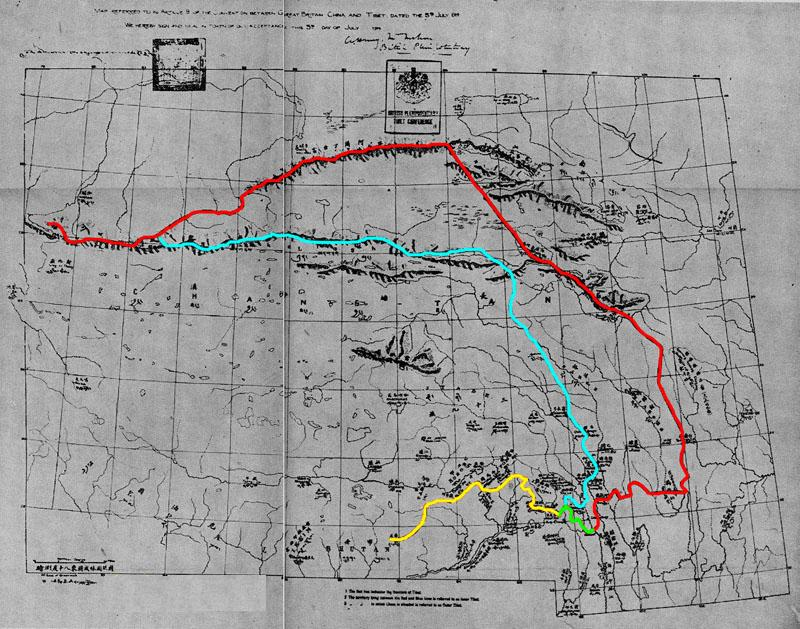
西姆拉条约附图 1
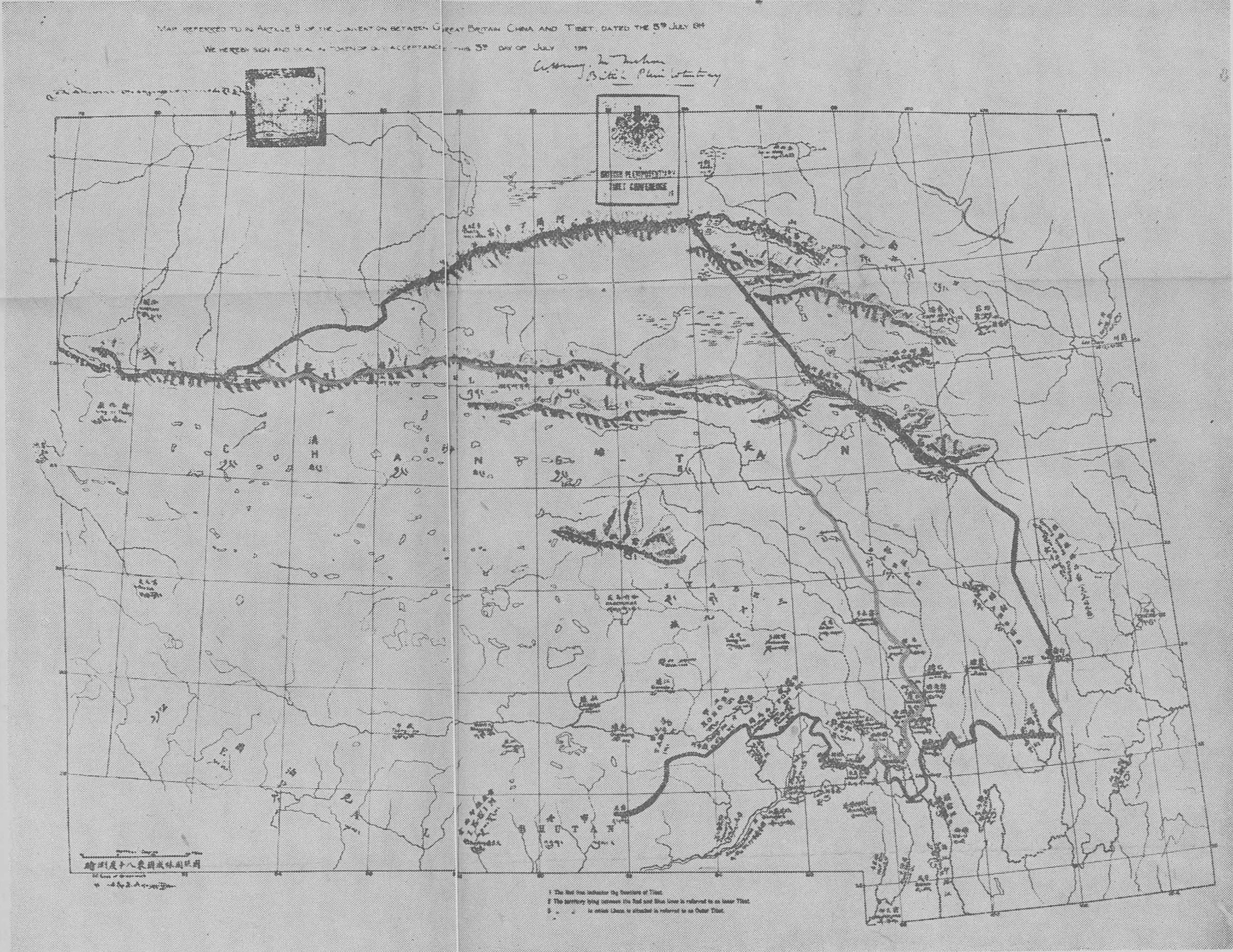
西姆拉条约附图 2

## 後續
三方草簽時，西姆拉條約承認中國對西藏的宗主權，但承認外藏自治。然而中方後來拒絕批准該條約，西藏以後的態度是，鑑於中華民國的拒絕批准，西藏沒有義務承認中國的宗主權，西藏是一個完全獨立的國家。
西藏代表之所以秘密簽約也要屈就接受英國大開口的麥克馬洪綫條件，就是為了換取英國能施加压力使中華民國接受西姆拉條約（目的是使中國承認只对西藏拥有宗主权而不是主权）。由於中國沒有接受西姆拉條約，即英方并未达成条约上的要求，因此藏方在20世紀中期半自治期到被共產黨佔領這段時期，也反過來不承認麥克馬洪綫，此事便不了了之。
直到1959年藏区骚乱，达赖喇嘛逃亡印度并获得庇护后，立场才有所松动。数十年后，达赖喇嘛数次在不同场合宣称西姆拉条约有效并承认麦克马洪线以南主权属于印度。
十四世達賴喇嘛的法律顧問、荷兰裔美国人范·普拉赫（Van Praagh, Michael C. Van Walt）在其《西藏的地位》指出：「從三方協定對中藏關係或是對西藏的地位所產生影響來說，該協定並沒有多大價值。因為在條約草案後還不到一天，中國政府便拒絕承認他的全權代表草簽協定的行為，同時，拒絕接受這個協定。由於中國拒絕承認英國所認可的包括兩個區域在內的西藏的地理和政治範圍，所以，關於內藏和外藏的劃分實際上無效。」
國際政論家內維爾·馬克斯韋爾對西姆拉會議做出評論，他說：「西姆拉會議本身就是一篇故事，其中外交手腕、強權政治和間諜活動都有過五花八門錯綜複雜的表演。」他還指出「麥克馬洪線的實質就是把邊界向北推進大約六十英里，把邊界從戰略上暴露的山麓提升到阿薩姆邦的喜馬拉雅山山頂上。」